# Segurança de armas

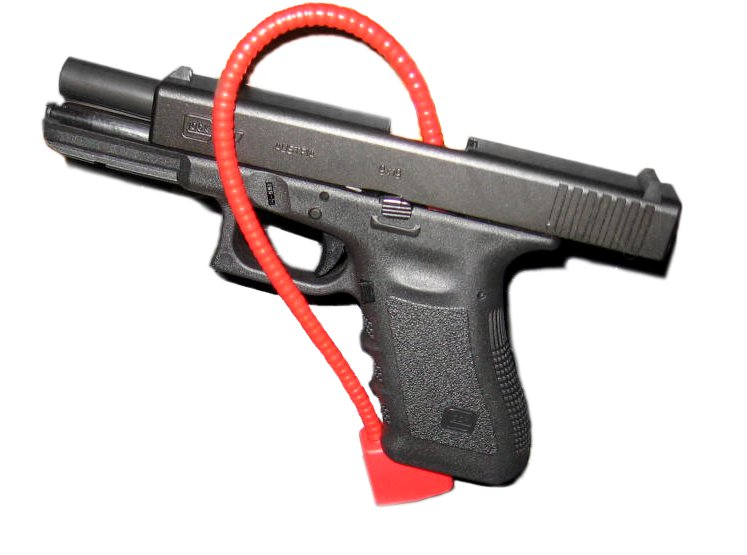
Uma Glock 19 desarmada e protegida para transporte (ou armazenamento) com um cadeado de cabo através de seu receptor.

Segurança de armas, ou mais especificamente segurança de armas de fogo, é a terminologia empregada para caracterizar o estudo e a prática de uso, transporte, armazenamento e descarte de armas de fogo e munições, incluindo o treinamento de usuários de armas, o projeto de armas e a regulamentação formal e informal da produção, distribuição e uso de armas, para fins de evitar ferimentos não intencionais, doenças ou morte. Isso inclui acidentes como disparo acidental, disparo negligente e mau funcionamento de armas de fogo, bem como riscos secundários como perda de audição, envenenamento por chumbo de balas e poluição por outros materiais perigosos usados em propelentes e cartuchos.
Existe um estudo publicado em 2019 com dados obtidos entre 2005 e 2015, que estima que nos Estados Unidos ocorram 430 mortes não intencionais por armas de fogo a cada ano, ou seja: cerca de 1,18 mortes não intencionais por armas de fogo ao dia.
Já um outro estudo com dados obtidos entre 1990 e 2016, afirma que o total geral de mortes por armas de fogo em todo o mundo é de 688 por dia.
A "The Educational Fund to Stop Gun Violence", uma entidade pró-controle de armas, que se apresenta como "um grupo de acadêmicos e profissionais que colaboram para desenvolver recomendações inovadoras para formuladores de políticas", concluiu que: "Em 2019, 486 americanos morreram devido a ferimentos não intencionais por arma de fogo - cerca de 1,2% do total de mortes por armas de fogo" nos Estados Unidos.

## Histórico
Explosões acidentais de pólvora armazenada datam do século 13 em Yangzhou, China. Os primeiros mosquetes de mão usando mecanismos de combinação ou travamento de roda eram limitados pela baixa confiabilidade e pelo risco de descarga acidental, que foi melhorado um pouco com a introdução da pederneira, embora o disparo não intencional continuasse a ser uma séria desvantagem. As espoletas de percussão, introduzidos na década de 1820, eram mais confiáveis e, em 1830, os inventores adicionaram alfinetes de segurança aos seus projetos para evitar descargas acidentais. Os protetores de gatilho e as travas de segurança foram outras etapas que levaram aos vários dispositivos de segurança incorporados às armas de fogo modernas.

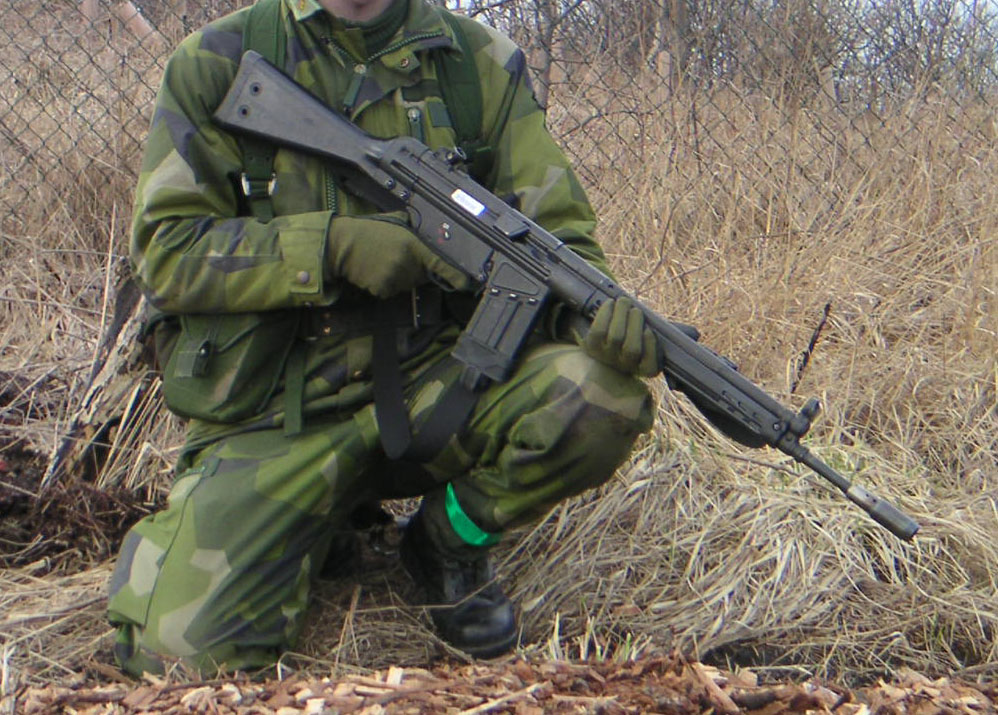
Exemplo de manuseio seguro de armas de fogo. A arma de fogo está apontada para o chão e o dedo do operador está fora do gatilho.

## Possíveis causas
Os incidentes e acidentes com armas de fogo, podem ter como causa:
- O mau funcionamento: que pode ser causado pela espoleta e/ou pólvora, por falhas mecânicas ou por manuseio incorreto.
- O armazenamento: que quando feito corretamente, evita o uso não autorizado ou roubo de armas de fogo e munições, ou danos a eles.[7]
- Treinamento, hábitos e mentalidade: o treinamento de segurança em armas ensina uma mentalidade, hábitos e regras de segurança. A mentalidade é que as armas de fogo são inerentemente perigosas e devem sempre ser armazenadas e manuseadas com cuidado. Os operadores são ensinados a tratar as armas de fogo com respeito por suas capacidades destrutivas e fortemente desencorajados a brincar com elas, uma causa comum de acidentes. As regras de segurança com armas seguem essa mentalidade.

Em 1902, o político inglês e entusiasta de jogos de tiro Mark Hanbury Beaufoy escreveu alguns versos muito citados sobre segurança de armas, com o objetivo de incutir a mentalidade de segurança. Vários ditados semelhantes foram popularizados desde então. Jeff Cooper, uma figura influente no treinamento moderno de armas de fogo, formalizou e popularizou as "Quatro Regras" de manuseio seguro de armas de fogo. Listas anteriores de regras de segurança de armas incluíam apenas três regras básicas de segurança ou até dez regras, incluindo segurança de armas e regras de etiqueta esportiva. Além de Cooper, outros professores influentes de segurança de armas incluem Massad Ayoob, Clint Smith, Chuck Taylor, Jim Crews, Bob Munden e Ignatius Piazza. A National Rifle Association fornece um conjunto semelhante de regras.

## Medidas físicas preventivas

### Cofres para armas
Um cofre para armas ou gabinete de armas é comumente usado para impedir fisicamente o acesso a uma arma de fogo. As leis locais podem exigir padrões específicos para a fechadura, para a força e resistência contra roubo do gabinete, e podem até exigir que as armas e munições sejam armazenadas separadamente.

### Desmontagem
O acesso a uma arma de fogo em funcionamento pode ser evitado mantendo a arma desmontada e as peças armazenadas em locais separados. Às vezes, essa regra está codificada em lei. Por exemplo, a lei sueca exige que os proprietários de armas de fogo armazenem a arma inteira em um cofre, classificado pelas autoridades, com o código "SS3492". O cofre também deve pesar mais de 150 quilos vazio. Pesando menos, deve ser aparafusado ao chão e/ou parede. Os suportes para armas fixados na parede e com chave não são mais permitidos.

### Fechaduras
Existem vários tipos de fechaduras que dificultam o disparo de uma arma de fogo. As fechaduras são consideradas menos eficazes do que manter as armas de fogo armazenadas em um cofre com chave, uma vez que as fechaduras são mais facilmente desfeitas do que os cofres aprovados. Um operador não autorizado pode contornar a arma travada em seu lazer. 
Alguns fabricantes, como a Taurus, colocam fechaduras no próprio corpo da arma (alguns modelos).
A Califórnia efetivou regulamentos em 2000 que forçaram bloqueios a serem aprovados por um laboratório de dispositivos de segurança para armas de fogo através da Seção 12088 do Código Penal da Califórnia. Todas as fechaduras sob este código devem passar por testes extensivos, incluindo serra, picareta, puxar e muitos outros testes para serem aprovadas para o estado da Califórnia. Se uma fechadura for aprovada nos requisitos, é considerada a aprovação do Departamento de Justiça da Califórnia (CADOJ).

### Travas de gatilho

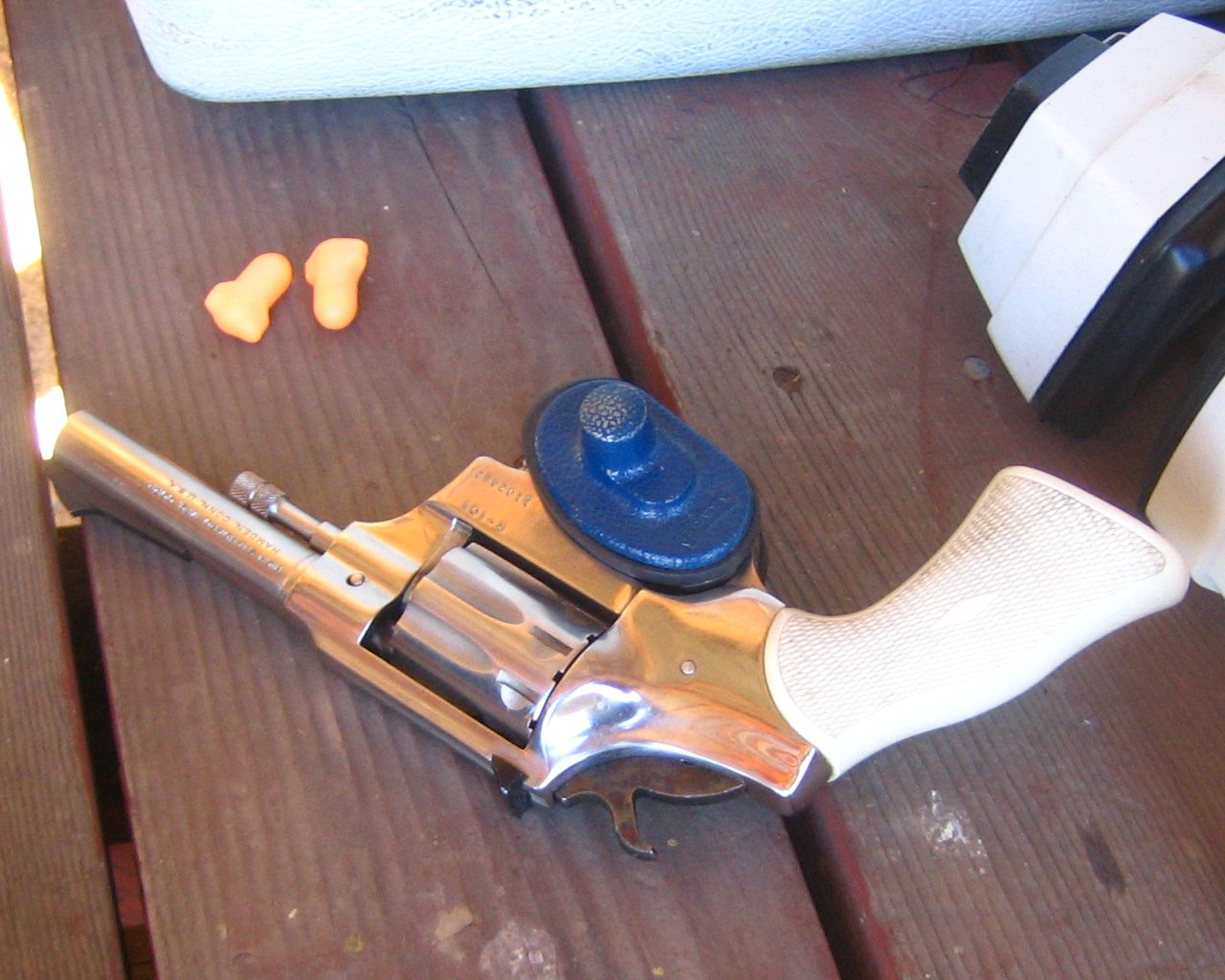
Trava de gatilho encaixada no gatilho de um revólver.

As travas de gatilho evitam o acionamento do gatilho, porém não garantem que a arma de fogo não possa ser disparada de forma alguma (veja acima). Algumas travas de gatilho são integradas ao design da arma, não exigindo peças externas além da chave. Geralmente, duas peças se juntam de cada lado atrás do gatilho e são travadas no lugar, que podem ser destravadas com uma chave ou combinação. Isso evita fisicamente que o gatilho seja pressionado para disparar a arma. Outros tipos de travas de gatilho mais comuns comercialmente não ficam atrás do gatilho, mas abrangem toda a área dentro do guarda-mato para tornar o gatilho inacessível aos usuários. Identilock é um anexo que cobre e impede completamente o acesso ao gatilho, o que o torna diferente de outros bloqueios de gatilho.
Há controvérsias em torno dos padrões de fabricação, uso e legislação de travas de gatilho. Enquanto os defensores dos bloqueios de gatilho argumentam que eles salvarão crianças ao prevenir acidentes, os críticos apontam para demonstrações de que alguns modelos podem ser removidos por crianças com muito pouca força e ferramentas domésticas comuns. Muitas armas de fogo podem disparar se cair. É importante certificar-se de que procura armas de fogo que desengatam totalmente o martelo quando a trava de segurança é colocada. Um ex-gerente de produto sênior da Master Lock, fabricante de fechaduras de gatilho, foi citado como tendo dito: "Se você colocar uma trava de gatilho em qualquer arma carregada, estará tornando a arma mais perigosa." Os críticos também apontam que uma trava de gatilho aumentará o tempo que um proprietário leva para responder a uma emergência de autodefesa. Em 2008, a Suprema Corte dos Estados Unidos derrubou uma lei de Washington, DC que exigia que as armas fossem trancadas ou mantidas inoperantes dentro de casa, dizendo que isso "torna impossível para os cidadãos usá-las para o propósito legal central de autodefesa".
Embora não existam padrões universais para o projeto ou teste de travas de gatilho, algumas jurisdições, como o estado da Califórnia, mantêm uma lista de dispositivos de bloqueio de gatilho aprovados. No Canadá, uma trava de gatilho é um dos métodos prescritos por lei para proteger uma arma de fogo durante o transporte ou armazenamento.

### Travas de câmara
As travas da câmara visam impedir que a munição seja alojada, uma vez que a maioria das armas de fogo normalmente não pode ser descarregada a menos que a munição esteja na posição correta. Eles são usados para evitar que munição real seja carregada em uma arma de fogo, bloqueando a câmara com um cartucho falso ou um tampão de câmara, que às vezes é encaixado no lugar com o uso de uma ferramenta, em essência, travando a arma de fogo. Outro tipo é aquele em que uma haste de aço é travada no cartucho de segurança com uma chave. Enquanto a vara e o cartucho de segurança estiverem engatados, o cartucho não pode ejetar nem munição real carregada na arma de fogo. As travas da câmara funcionam com a maioria dos tipos de armas de fogo, incluindo revólveres, pistolas, rifles e espingardas. Eles estão disponíveis em qualquer calibre e comprimento e podem incluir recursos como codificação exclusiva, remoção rápida e testes e certificação rigorosos pelos principais departamentos estaduais, como o Departamento de Justiça da Califórnia.
Alguns estandes de tiro exigem que o operador insira um plugue temporário da câmara que geralmente tem uma etiqueta externa colorida, para sinalizar que a câmara está desprovida de munição e bloqueada, sempre que a arma de fogo não estiver sendo usada. Eles são chamados de indicadores de câmara vazia ou sinalizadores de câmara.

### Travas de cabo
As travas de cabo são um tipo popular de trava que normalmente é inserido no receptor por meio da porta de ejeção de armas de fogo repetidas. Essas travas dificultam fisicamente os movimentos do ferrolho, impedindo assim a ciclagem da ação, e negam o retorno à "bateria" e o fechamento da culatra. Em muitos designs de pistola e rifle, eles também passam pelo compartimento da arma de fogo para impedir a inserção adequada de um carregador.

### Arma inteligente
Armas de fogo personalizadas, ou armas inteligentes, destinam-se a evitar o uso não autorizado de travas embutidas que são liberadas por chips RFID ou outros dispositivos de proximidade, reconhecimento de impressão digital, anéis magnéticos ou um implante de microchip.

### Armazenamento de munições
Alguns especialistas recomendam armazenar munição em locais seguros, longe de armas de fogo. A munição deve ser mantida em local fresco e seco, livre de vapores contaminantes para evitar a deterioração do propelente e do cartucho. Os carregadores manuais devem tomar precauções especiais para armazenar primers e pólvora solta.

## Perigos secundários
Embora o principal perigo de uma arma de fogo seja o descarte de munição, há outras maneiras pelas quais uma arma de fogo pode ser prejudicial à saúde do operador e dos observadores.

### Nível de ruído
Quando uma arma de fogo é disparada, ela emite um ruído muito alto, normalmente próximo aos ouvidos do operador. Isso pode causar danos auditivos temporários ou permanentes, como zumbido. A proteção auditiva, como protetores auriculares, ou ambos, pode reduzir o risco de danos à audição. Alguns protetores de ouvido ou fones de ouvido feitos para filmagem e situações semelhantes de ruído usam controle de ruído ativo. As armas de fogo também podem ter silenciadores que reduzem a intensidade do som do cano.

### Gases quentes e detritos
Uma arma de fogo emite gases quentes, pólvora e outros detritos quando disparada. Algumas armas de fogo, como as armas semiautomáticas e totalmente automáticas, normalmente ejetam os invólucros dos cartuchos usados em alta velocidade. Os invólucros também ficam perigosamente quentes quando ejetados. Os revólveres armazenam os invólucros gastos na câmara, mas podem emitir um fluxo de gases quentes e possíveis fragmentos de partículas finas lateralmente da interface entre a câmara giratória e o cilindro. Qualquer um deles pode ferir o operador ou observadores por meio de queimaduras ou danos por impacto. Como os olhos são particularmente vulneráveis a esse tipo de dano, deve-se usar proteção ocular para reduzir o risco de lesões. Estão disponíveis lentes de prescrição e vários tons para se adequar a diferentes condições de luz. [4] Alguns produtos de proteção ocular são classificados para resistir ao impacto de cargas de tiro de pássaros, o que oferece proteção contra o uso irresponsável de armas de fogo por outros atiradores de pássaros de caça.

### Toxinas e poluentes
Nos últimos anos, os efeitos tóxicos de agentes de limpeza de munições e armas de fogo foram destacados.
- A munição de chumbo deixada na natureza pode ser mobilizada pela chuva ácida.
- Munições mais antigas podem ter primers à base de mercúrio.
- O chumbo se acumula nos batentes do campo de tiro.

Estandes internos requerem boa ventilação para remover poluentes como pó, fumaça e poeira de chumbo do ar ao redor dos atiradores. Os intervalos internos e externos normalmente requerem uma descontaminação extensa quando são desativados para remover todos os vestígios de chumbo, cobre e resíduos de pó da área.
Chumbo, cobre e outros metais também serão liberados quando uma arma de fogo for limpa. Solventes altamente agressivos e outros agentes usados para remover chumbo e incrustação em pó também podem representar um perigo para a saúde. Instalar uma boa ventilação, lavar as mãos após manusear armas de fogo e limpar o espaço onde a arma foi manuseada diminui o risco de exposição desnecessária.

## Usuários perigosos

### Usuários debilitados
Armas de fogo nunca devem ser manuseadas por pessoas que estejam sob a influência de álcool ou drogas que possam afetar seu julgamento. Os professores de segurança de armas defendem a tolerância zero para seu uso. Nos Estados Unidos, essa recomendação é escrita nos códigos penais de muitos estados como um crime de "porte sob influência", com penas semelhantes a DWI/DUI. Outras fontes de debilidade temporária incluem exaustão, desidratação e estresse emocional. Isso pode afetar o tempo de reação, o processamento cognitivo, a percepção sensorial e o julgamento.
Muitas jurisdições proíbem a posse de armas de fogo por pessoas consideradas geralmente incapazes de usá-las com segurança, como doentes mentais ou criminosos condenados.

### Crianças
O programa "Eddie Eagle" da National Rifle Association para pré-escolares até a 6ª série tem como objetivo ensinar as crianças a evitar acidentes com armas de fogo quando encontrarem armas que não foram guardadas com segurança fora de seu alcance.
Se programas como o Eddie Eagle são eficazes, não foi determinado de forma conclusiva. Alguns estudos publicados em periódicos revisados por pares mostraram que é muito difícil para crianças pequenas controlar sua curiosidade, mesmo quando foram ensinadas a não tocar em armas de fogo. O acesso a armas também é um fator de risco importante para o suicídio de jovens. A American Academy of Pediatrics (AAP) informa que manter uma arma em casa, especialmente uma pistola, aumenta o risco de ferimentos e morte para crianças e jovens em casa.